# プラタープ・シング2世
プラタープ・シング2世（Pratap Singh II, 1724年7月27日 - 1754年1月10日）は、北インドのラージャスターン地方、メーワール王国の君主（在位：1751年 - 1754年）。

## 生涯

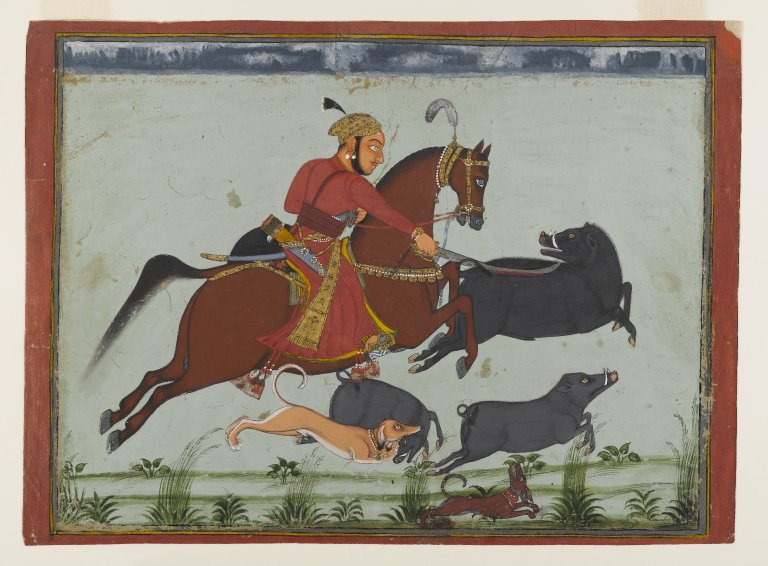
狩りをするプラタープ・シング2世

1724年7月27日、メーワール王国の君主ジャガト・シング2世の息子として、ウダイプルで誕生した。
1751年6月、父王ジャガト・シング2世死亡したことにより、王位を継承した。
1754年1月10日、プラタープ・シング2世はウダイプルで死亡し、息子のラージ・シング2世が王位を継承した。